# Aria (género)
Aria (género) é um género botânico pertencente à família Rosaceae.